# میشل بلان
میشل بلان (فرانسوی: Michel Blanc‎؛ ۱۶ آوریل ۱۹۵۲ – ۳ اکتبر ۲۰۲۴) بازیگر، فیلم‌نامه‌نویس و کارگردان اهل فرانسه بود.
از فیلم‌ها یا برنامه‌های تلویزیونی که وی در آنها نقش داشته است، می‌توان به دوستت دارم… من هم نه، مستأجر، آماده پوشیدن، قهرمان‌ها دهانشان بوی شیر نمی‌دهد، هرکس را که می‌خواهید ببوسید، هیولا و صد قدم راه اشاره کرد.
وی همچنین برنده جوایزی همچون لژیون دونور شده است.